# Cassia regia
Cassia regia är en ärtväxtart som beskrevs av Paul Carpenter Standley. Cassia regia ingår i släktet Cassia och familjen ärtväxter. Inga underarter finns listade i Catalogue of Life.